# Chuột chù Luzon
Chuột chù Luzon (danh pháp hai phần: Crocidura grayi) là một loài động vật có vú trong họ Chuột chù, bộ Soricomorpha. Loài này được Dobson mô tả năm 1890. Chúng là loài đặc hữu của Philippin.

## Hình ảnh

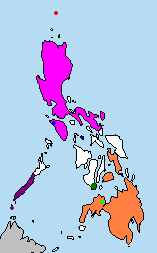